# Mooinooi Golf Club
De Mooinooi Golf Club is een golfclub in Mooinooi, Zuid-Afrika en werd opgericht in 1972. De golfbaan werd gebouwd door de golfbaanarchitect B. Machielse.
Het is een 9 holesbaan met een par van 72, maar de lengte van de baan voor de heren is 6323 m en voor de dames 5466 m.
In 1995 werd er met de Platinum Classic voor het eerst een grote golftoernooi plaatsgevonden, maar vanwege het vandalisme werden de greens onbespeelbaar en dus werd de golftoernooi verplaatst naar de Rustenburg Golf Club, Rustenburg. Vanaf 1996 wordt de golfbaan jaarlijks bespeeld voor de Platinum Classic.

## Golftoernooien
- Platinum Classic (1996-heden)